# Francesco Bocciardo
Francesco Bocciardo (Genova, 18 marzo 1994) è un nuotatore italiano.

## Carriera
Nato a Genova, Francesco Bocciardo è affetto dalla nascita da diplegia spastica, motivo per cui si è avvicinato al nuoto come forma di terapia. Ha debuttato a livello internazionale ai campionati europei di Berlino del 2011, senza però ottenere medaglie. Nel 2012 prende parte ai Giochi paralimpici di Londra, dove viene eliminato nella fase delle batterie in tutte e tre le gare a cui partecipava: 100 e 400 metri stile libero, e 100 metri dorso.
Nel 2014 fa parte della nazionale italiana ai campionati europei di Eindhoven, ma anche in quella occasione non ottiene medaglie. Nel 2015 riesce a ottenere la sua prima medaglia d'oro internazionale, ai mondiali di Glasgow, nella gara dei 400 metri stile libero. Nel 2016 partecipa agli europei di Funchal, nei quali ottiene una medaglia d'oro e una di bronzo.
Il 13 settembre 2016 vince la medaglia d'oro ai Giochi paralimpici di Rio de Janeiro nei 400 metri stile libero categoria S6, dominando la gara della finale e concludendo con un vantaggio di più di cinque secondi sul secondo classificato.
Nel 2018 partecipa agli europei di Dublino facendo incetta di medaglie, conquistandone cinque in totale: sale sul gradino più alto del podio nei 200 metri stile libero categoria S5 (stabilendo peraltro il record del mondo con 2'23"65), nei 100 metri rana categoria S5, nella 4×50 metri stile libero mista. Conquista poi l'argento nelle specialità dei 50 e 100 metri stile libero, categoria S5. Nel 2019 partecipa ai mondiali di Londra, in occasione dei quali vince nei 100 e 200 m stile libero, arriva secondo nei 50 m stile libero e nella staffetta 4x50 m stile libero, e giunge terzo nei 100 m rana.
Il 25 agosto 2021 vince la medaglia d'oro nei 200 m stile libero S5 ai Giochi paralimpici di Tokyo 2020, registrando anche il nuovo record paralimpico con il risultato cronometrico di 2'26"76. Si ripete il 26 agosto vincendo l'oro anche nei 100 m stile libero S5.
Nel 2022 conquista tre medaglie d'oro ai mondiali di Madeira. Il 6 agosto 2023, ai campionati di nuoto paralimpico tenutisi a Manchester, in Inghilterra, conquista il titolo di campione del mondo dei 200 metri stile libero nella categoria S5.
Inizia il 2024 prendendo parte ai campionati europei di Funchal, chiusi con un oro, due argenti e un bronzo. Il 29 agosto dello stesso anno, alle Paralimpiadi di Parigi, ottiene la sua quarta medaglia d'oro in una competizione olimpica, vincendo per la seconda edizione consecutiva i 200 metri stile libero; in più, con il crono di 2'25"99, stabilisce il nuovo record paralimpico.
Francesco Bocciardo è dipendente dell'INPS, in forza alla sede di Genova.

## Giochi paralimpici
Rio De Janeiro 2016: oro nei 400m sl.
Tokyo 2020: oro nei 100m sl e nei 200m sl, argento nella 4x50m sl.
Parigi 2024: oro nei 200m sl.
- Mondiali

Glasgow 2015: oro nei 400m sl.
Città del Messico 2017: argento nei 400m sl e nella 4x100m sl.
Londra 2019: oro nei 100m sl e nei 200m sl, argento nei 50m sl e nella 4x50m sl, bronzo nei 100m rana.
Funchal 2022: oro nei 50m sl, nei 100m sl e nei 200m sl.
Manchester 2023: oro nei 200m sl, argento nei 100m sl.
- Europei:

Funchal 2016: oro nei 400m sl, bronzo nella 4x100m misti.
Dublino 2018: oro nei 200m sl, nei 100m rana e nella 4x50m sl, argento nei 50m sl e nei 100m sl.
Funchal 2021: oro nei 50m sl, nei 100m sl, nei 200m sl e nella 4x50m sl, argento nei 100m rana.
Funchal 2024: oro nei 200m sl, argento nei 50m sl e nella 4x50m sl, bronzo nei 100m sl.

## Riconoscimenti
- 2022 (Genova, 4 giugno) - Viene insegnito dall'Ordine Nazionale Cavalieri dello Sport, con il patrocinio dell'ASI, del titolo di Cavaliere dello Sport.[12]